# Eberhard von Randeck

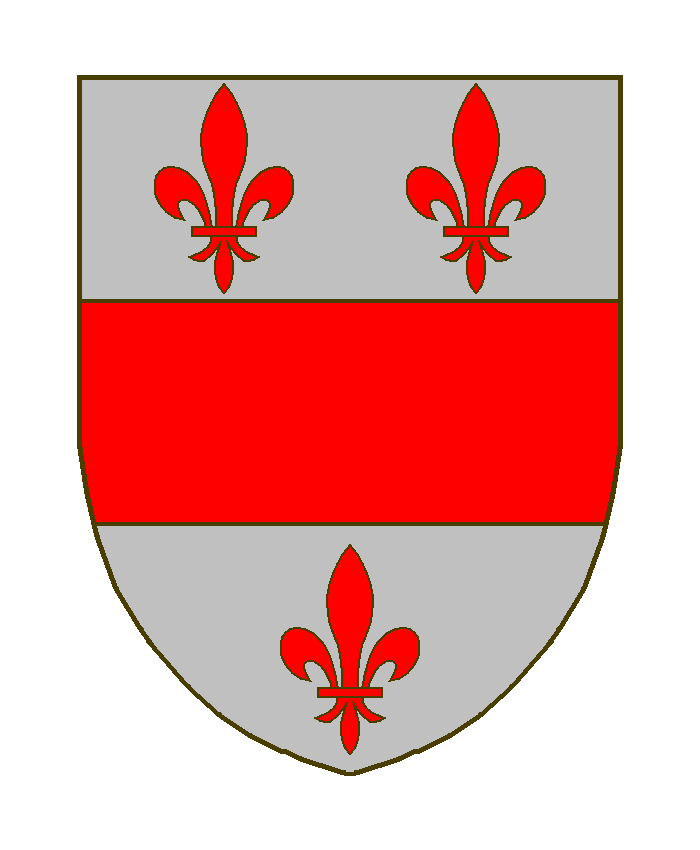
Wappen der pfälzischen Randecker

Eberhard von Randeck (* im 13. oder 14. Jahrhundert; † 3. Januar 1372) war Domdekan und erwählter Bischof von Speyer.

## Leben

### Herkunft
Er entstammte dem auf der nordpfälzischen Burg Randeck beheimateten Adelsgeschlecht gleichen Namens und war der Sohn von Eberhard II. von Randeck († 1326) sowie seiner Gattin Ida von Nack. Über seine Großmutter Beatrix von Randeck geb. von Ehrenberg, eine Schwester des Großvaters des Speyerer Bischofs Gerhard von Ehrenberg, war er dessen Großcousin.

### Domherr
Eberhard wählte den geistlichen Beruf. Am 10. April 1337 erscheint er erstmals urkundlich als Domherr in Speyer, 1341 stand er bereits als Dekan an der Sitze des Domkapitels. Bei seinem Verwandten Bischof Gerhard von Ehrenberg stand er in hohem Ansehen. 1352 ließ er sich als Speyerer Bürger aufnehmen, mit der Verpflichtung, im Bedarfsfall einen behelmten Soldaten zum städtischen Kriegsvolk beizusteuern. Er erwarb sich große Verdienste an der Inkorporation der Pfarrkirche Fußgönheim zum Speyerer Domstift. Deshalb stiftete das Domkapitel 1356 eine tägliche Messe für ihn und seine Angehörigen auf dem von ihm errichteten St. Cyriakus-Altar. Dem Zelebranten wurde als Entlohnung u. a. immer ein Klosterweck gereicht, weshalb der frühmorgens gehaltene Gottesdienst allgemein Weckmesse hieß.

### Bischofselekt
Als Bischof Gerhard von Ehrenberg 1363 starb und beigesetzt war, versammelte sich das Speyerer Domkapitel, um einen Nachfolger zu wählen. Die Wahl fiel auf den Domdekan Eberhard von Randeck. Franz Xaver Remling konstatiert, dass Randeck für seine Tüchtigkeit und Redlichkeit bekannt gewesen sei. Außerdem war er Speyerer Bürger und somit auch der Stadt als einer der Ihren willkommen. Kaiser Karl IV. bestand jedoch auf seinen ihm ergebenen Berater Lamprecht von Brunn, den Papst Urban V. deshalb als Speyerer Bischof bestätigte. Sowohl das Domkapitel als auch die Stadt protestierten gegen Brunn; Speyer verweigerte ihm offiziell den Einritt. Beide Institutionen entsandten Boten an den kaiserlichen Hof, um für Randecks Rechte einzutreten. Die bischöflichen Beamten und Dienstmannen huldigten sämtlich dem ihnen bekannten Domdekan als neuem Bischof und Landesherrn. Eberhard von Randeck bezeichnete sich in den von ihm ausgestellten Urkunden stets als erwählter Bischof von Speyer. Als solcher belehnte er im Oktober 1364 u. a. die Brüder Dieter und Wienand Kämmerer von Worms mit der für sie später namensgebenden Burg Dalberg und der Kropsburg. Nach vergeblicher Androhung von Interdikt und Kirchenbann versuchte Lamprecht von Brunn die Gegenseite durch gütliche Verhandlungen zu gewinnen. Der Kaiser selbst bot sich als Vermittler an.

### Amtsverzicht
Eberhard von Randeck war der Streitigkeiten müde, wollte das Bistum nicht beschädigen und sah die Aussichtslosigkeit seiner Position ein. Weder Kaiser noch Papst erkannten ihn als Oberhirten an und der Erzbischof von Mainz verweigerte ihm deshalb die Weihe. Schließlich willigte er in den Amtsverzicht ein. Kaiser Karl IV. verfügte am 20. Januar 1365, dass ihm als Kompensation dafür die lebenslange Nutznießung der hochstiftischen Kestenburg und der Burg Udenheim mit dem dortigen Rheinzoll zustehen solle. In Udenheim (Philippsburg) hielt sich Eberhard von Randeck fortan hauptsächlich auf, er amtierte aber auch unter seinem Konkurrenten weiterhin als Domdekan.
Randeck verstarb am 3. Januar 1372 und ist an diesem Tag mit einem Jahrgedächtnis im jüngeren Seelbuch des Speyerer Domes eingetragen.